# Кубок СССР по лыжным гонкам 1990
22-й Кубок СССР по лыжным гонкам проводился в Сыктывкаре РСФСР с 22 по 26 марта 1990 года. Соревнования проводились по четырём дисциплинам — мужчины: гонки на 15 (свободный стиль), 15 км (классический стиль, по правилам Гундерсена), женщины: гонки на 10 (свободный стиль), 10 км (классический стиль, по правилам Гундерсена).

### Мужчины
|                                                             | Золото               | Серебро                             | Бронза              |
| ----------------------------------------------------------- | -------------------- | ----------------------------------- | ------------------- |
| Гонка на 15 км Свободный стиль. 23 марта                    | Бадамшин И. «Динамо» | Прокуроров Владимир Советская Армия | Козлов М. «Динамо»  |
| Гонка на 15 км (классический стиль, по правилам Гундерсена) | Бадамшин И. «Динамо» | Девятьяров Михаил Советская Армия   | Михалёв Д. «Динамо» |

### Женщины
|                                                                      | Золото                     | Серебро                   | Бронза                |
| -------------------------------------------------------------------- | -------------------------- | ------------------------- | --------------------- |
| Гонка на 10 км Свободный стиль. 22 марта                             | Спицина И. Советская Армия | Тихонова Тамара Профсоюзы | Кириллова Т. «Динамо» |
| Гонка на 10 км (классический стиль, по правилам Гундерсена) 24 марта | Кириллова Т. «Динамо»      | Сметанина Раиса Профсоюзы | Есипова Т. Профсоюзы  |